# Sauvetage aux Jeux olympiques de 1900
Le sauvetage est au programme des Jeux olympiques de 1900, organisés dans le cadre de l'Exposition universelle de Paris. Bien qu'aucune distinction entre les différents sports ne soit faite sur le moment, le sauvetage n'est ensuite pas considéré comme une discipline officielle par le Comité international olympique,.

## Organisation
La section IX des concours sportifs de l'Exposition universelle de 1900, la section Sauvetage, regroupe trois concours différents : le concours de manœuvres de pompes à incendie qui a lieu dans le bois de Vincennes, le sauvetage sur l'eau sur la Seine entre Courbevoie et Asnières et les premiers secours aux blessés civils et militaires au vélodrome de Vincennes,.

## Déroulement
Les concours de manœuvres de pompes à incendie ont lieu du 13 au 19 août. Lors du concours international, des pompiers de cinq pays doivent sauver les habitants d'un immeuble de six étages où un incendie est signalé au troisième étage. Il est remporté par les pompiers de Porto (Portugal) devant ceux de Leyton (Grande-Bretagne) et Budapest (Hongrie) dans la catégorie des pompiers volontaires et par la compagnies de Kansas City (États-Unis) devant celle de Milan (Italie) dans la catégorie des professionnels. Les pompiers de Paris gagnent le concours national,.
Les épreuves de sauvetage sur l'eau ont lieu du 22 au 24 juillet au même endroit que celles de natation et d'aviron et attirent plus de 1 000 participants. Ils doivent notamment nager 300 mètres pour saisir un mannequin et le tirer sur 50 mètres, nager 200 mètres habillés ou sauver les volontaires et mannequins se trouvant sur un bateau de pêche de 30 tonneaux dont le naufrage est simulé.
Trois mille personnes de différentes sociétés de sauvetage participent aux épreuves de premiers secours. L'épreuve la plus populaire est l'exercice réel en cas de guerre : les participants doivent avancer dans un parcours d'obstacles en portant un brancard chargé d'un homme sans le secouer.